# Aramide
| Allgemeine Struktur von Aramiden |
| |
| Wiederholeinheiten von aromatischen Polyamiden, die aus einem Diamin und einem Dicarbonsäurechlorid hergestellt wurden. Ar1 steht für den „Aryl-Rest“ des eingesetzten Dicarbonsäurechlorids, Ar2 für den Aryl-Rest der eingesetzten Diaminverbindung. Die Carbonsäureamid-Gruppen sind blau gekennzeichnet. |

Aramide (eine Wortzusammenfassung aus Aromatische Polyamide) ist der ISO-Gattungsbegriff für solche Polyamide, bei denen die Amidgruppen an aromatischen Gruppen gebunden sind.
Aramide zählen zu den Flüssigkristallpolymeren (FKP). Sie werden hauptsächlich in Form von Fasern (Filamenten und Stapelfasern), aber auch in Form von Fibriden und Pulpen, Folien, Papieren und Partikeln hergestellt.
Nach der Definition der US-amerikanischen Federal Trade Commission für Textilfasern sind Aramide Polyamide mit aromatischen Gruppen in der Hauptkette, bei denen mindestens 85 % der Amidgruppen direkt an zwei aromatische Ringe gebunden sind. Die EU-Textilkennzeichnungsverordnung fordert dies ebenfalls, bezeichnet jedoch auch aromatische Polyamidimide als Aramide.
Man unterscheidet zwischen meta-Aramiden, para-Aramiden und para-Aramid-Copolymeren. Die meta-Aramidfasern werden unter den Hochleistungsfaserstoffen der Gruppe der unschmelzbaren Hochtemperatur- bzw. flammbeständigen Fasern mit mechanischen Eigenschaften im Bereich der konventionellen textilen Fasern zugerechnet. Sie zeichnen sich durch außergewöhnliche chemische Resistenz und hohe Hitzebeständigkeit aus. Die para-Aramidfasern wie auch die para-Aramid-Copolymer-Fasern zählen zur Gruppe der hochfesten Synthesefasern mit erhöhter Temperaturbeständigkeit.
Bekannte Markennamen für m-Aramidfasern sind Nomex von DuPont sowie Teijinconex von Teijin Aramid, für p-Aramidfasern Kevlar von DuPont und Twaron von Teijin Aramid und für para-Aramid-Copolymer Technora von Teijin Aramid.
| Poly(p-phenylenterephthalamid) |
| Poly(m-phenylenisophthalamid)  |

## Geschichte der Aramide
Die Suche nach hochfesten und hochtemperaturbeständigen Fasern ist in hohem Maße durch den Bedarf der Weltraumfahrt ausgelöst worden. Die Chemiefaserforschung erkannte schon in den 1940er Jahren, dass Polyamide mit einem aromatischen Kern relativ hohe Schmelzpunkte haben sowie steifer und dimensionsstabiler sind als solche mit aliphatischen Gruppen. Man war sich aber auch im Klaren, dass hochschmelzende vollaromatische Polyamide nicht aus der Schmelze verspinnbar sein würden und ebenfalls schwerlöslich wären. Deshalb bedurfte es einiger technischer Neuerungen zur Erzeugung von vollaromatischen Polyamiden mit hohem Molekulargewicht.
1950 entwickelte der Chemiker Emerson Wittbecker bei DuPont in den USA die Grenzflächenpolykondensation. Hinweise darauf erhielt er aus dem Bericht der Alliierten über die deutsche Synthesefaserforschung vor dem Zweiten Weltkrieg. Die Methode wurde bei DuPont weiterentwickelt und von Paul Morgan durch die Lösungspolykondensation erweitert. Die Forscher bei DuPont erfanden ausgehend von diesen Polykondensationsmethoden Ende der 1950er/Anfang der 1960er Jahre unter Leitung von P. W. Morgan die hitzebeständige Poly(m-phenylenterephthalamid)-Faser HT-1, sowohl als Filament, aber auch als Stapelfaser und als Fibride, die in Mischung mit kurzen Stapelfasern zu Papier verarbeitet werden konnten. DuPont begann 1966 die industrielle Produktion der Faser und gab ihr 1967 den Handelsnamen Nomex.
Ein weiterer technischer Fortschritt wurde erreicht, als 1965 Stephanie Kwolek das flüssigkristalline Verhalten von p-Aramiden in Lösung entdeckte und sich dabei auch auf die Synthese von Poly(p-phenylenterephthalamid) konzentrierte, weil dieses p-Aramid auf kostengünstigen Ausgangsstoffen beruhte und die Entwicklung eines vollkommenen neuen Spinnprozesses durch Herbert Blades ermöglichte. Die erste Faser aus p-Aramid wurde als Fiber B bezeichnet. Die erste Produktionsanlage ist 1971 in Richmond, US-Bundesstaat Virginia mit einer Jahreskapazität von ca. 2.270 t gebaut worden. Die Faser wurde ab 1972 unter dem Markennamen Kevlar auf den Markt gebracht. 1978 wurde die Jahreskapazität auf ca. 6.800 t und im Jahr 1982 auf 20.500 t erhöht.
Ende der 1950er Jahre begannen Forschungsarbeiten an Aramiden in der Sowjetunion, die vom Militär gefördert wurden. Die Faser, die vergleichbar zu der hitzebeständigen m-Aramid-Faser Nomex war, erhielt den Markennamen Fenilon. Sie wurde 1969 auf einer Pilotanlage des Unionsinstituts für Synthesefaserforschung erstmals hergestellt, aber erst 1985 wurde die erste industrielle Produktionsanlage in Betrieb genommen. Eine Faser mit hoher Festigkeit und hohem Modul wurde 1969 unter dem Namen Vniivlon entwickelt, deren Name nach weiteren Verbesserungen in SVM geändert wurde und die ab 1972 für weiterverarbeitende Technologien zur Verfügung stand. Später wurden noch Armos, eine Aramid-Copolymerfaser, und eine p-Aramid-Faser produziert.
Der britische Hersteller ICI startete Mitte/Ende der 1960er Jahre ein Forschungsprogramm zur Herstellung von Aramidfasern, produzierte auch einige Fasern auf einer kleintechnischen Anlage, aber das Management entschied, die Arbeiten 1976 einzustellen.
Anfang der 1970er Jahre begann auch das niederländische Unternehmen AKZO mit der Entwicklung von Aramidfasern. Die Forscher von AKZO entwickelten Ende 1972 eine Aramid-Faser, die vergleichbare Eigenschaften zur Faser B (Kevlar) von DuPont zeigte. AKZO entwickelte diese Faser als Faser X, ab 1975 als Arenka weiter. 1976 wurde die Pilotanlage für diese Faser in Betrieb genommen. 1978 begann mit den Vorbereitungen einer Großanlage für Aramidpolymere und einer Spinnanlage für Fasern. Arenka wurde 1982 in Twaron umbenannt. 1985 wurde die kommerzielle Produktion aufgenommen. 1989 ist das Aramidgeschäft von AKZO in eine separate Geschäftseinheit Twaron BV abgespalten worden, die im Jahr 2000 von der japanischen Teijin Group übernommen wurde. 2007 wurde der Name dieser Geschäftseinheit von Teijin Twaron BV in Teijin Aramid BV geändert. In Japan startete Teijin schon 1969 die Produktion einer hitzebeständigen Aramidfaser, die Nomex ähnelte. Sie erhielt den Markennamen Conex, heute bekannt als Teijinconex. Teijin entwickelte in den 1970er Jahren auch eine Aramidfaser mit hoher Festigkeit und hohem Modul, die als HM-50 bezeichnet wurde. 1987 wurde die erste Produktionsanlage eröffnet. Die Faser erhielt den Markennamen Technora.
In der Republik Korea begann das Unternehmen Kolon Industries im Jahr 1979 mit Entwicklungsarbeiten für p-Aramid. Heute werden unter dem Markennamen Heracron Filamente, Stapelfasern und Pulpe produziert.
In der Volksrepublik China werden durch Yantai Tayho Advanced Materials Co., Ltd m-Aramid-Fasern unter dem Markennamen Newstar und p-Aramid-Fasern als Taparan hergestellt.

## Synthese

Aramidprozess (Melliand Textilberichte 1982) von Blumberg/Hillermeier

Zwei „para“-Aramidpolymere mit Wasserstoffbrückenbindungen

Bei der Synthese der Aramiden wird meist von einem aromatischen Dicarbonsäurehalogenid und einem Phenylendiamin ausgegangen, so z. B. von Paraphenylendiamin und Terephthaloyldichlorid.

Polykondensation bei der Herstellung von PPTA
Die Synthese erfolgt nach der Schotten-Baumann-Methode bei Temperaturen im Bereich von 0 bis −40 °C, um Nebenreaktionen zu vermeiden. Als Lösungsmittel wird N-Methylpyrrolidon, Dimethylacetamid oder Tetramethylharnstoff verwendet, die mit Salzen wie beispielsweise Calciumchlorid versetzt sind.

## Spinnen
Die Verarbeitung zu Fasern (das Spinnen) kann nur aus Lösungen erfolgen, da der Schmelzpunkt meist weit über dem thermischen Zersetzungspunkt liegt. Eine hohe Polymerkonzentration in der Spinnlösung ist vorteilhaft für die Filamentherstellung und kann zu hohen Orientierungen führen. Ein gutes Lösungsmittel für Aramide in hoher Konzentration und damit anisotropem Charakter ist konzentrierte Schwefelsäure.
Der Weg des Direktspinnens aus der Polymerlösung hat sich nicht als praktikabel erwiesen, ökonomischer sind Polymere vom Typ para-orientierter, aromatischer Dicarbonsäuren und Diamine. Die Faserherstellung über Polykondensation und der Gebrauch von Schwefelsäure als Lösungsmittel wird im Bild gezeigt.
Als Spinnprozess wird überwiegend das Luftspaltspinnverfahren (Gelspinnen) sowohl für p- als auch m-Aramid-Filamente eingesetzt. Die Verwendung eines Luftspalts zwischen Spinndüsen und Spinnbad, wie es u. a. vom Acryl-Spinnen her bekannt ist, hat Vorteile. Nach dem Trocknen hat das Garn eine hohe Festigkeit und einen hohen Elastizitätsmodul. In einer zweiten Prozessstufe kann das Garn bei Temperaturen von 300 °C bis 400 °C verstreckt werden. Dies führt zu einem noch höheren Modul bei gleicher Festigkeit und geringerer Bruchdehnung. Nach dem Avivieren der Fäden erfolgt das Aufwickeln auf Spulen, wobei die Spulgeschwindigkeit für m-Aramide ca. 300 m/min und für p-Aramide bis zu 700 m/min beträgt. Nur das Unternehmen DuPont wendet für m-Aramid-Fasern ein Trockenspinnverfahren an. Dabei wird die erwärmte Lösung gefiltert und durch eine Düse ausgesponnen. Sie gelangt dabei durch einen Schacht, in dem der dort vorhandene Stickstoff die Dämpfe des Lösungsmittels bei ca. 160 °C abführt. Dabei werden die Filamente bei einer Spinngeschwindigkeit von 200 m/min auf 400 % verstreckt.

## Eigenschaften

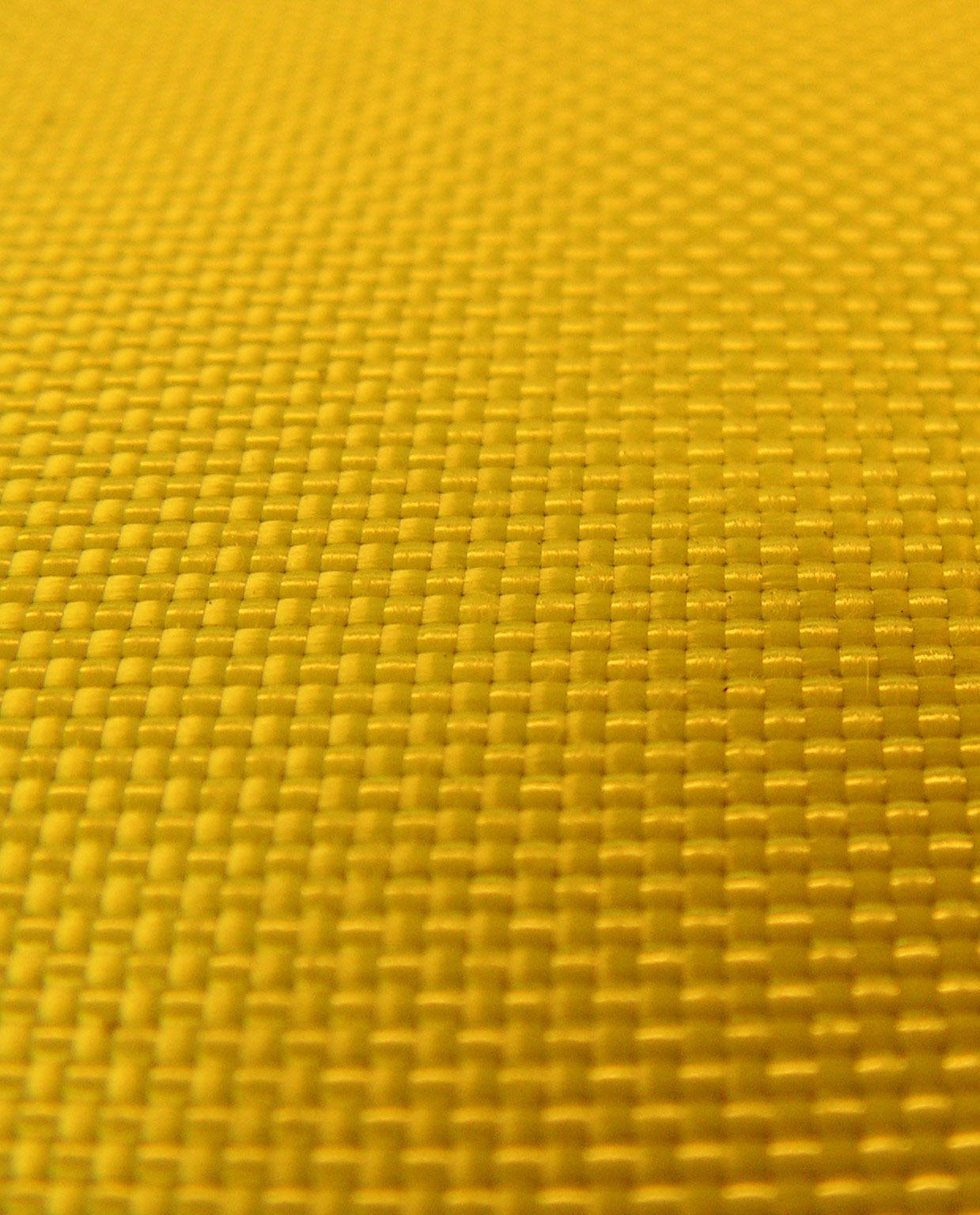
p-Aramid-Gewebe mit charakteristischer goldgelber Farbe

Aramidfasern  weisen eine sehr gute Temperaturbeständigkeit im Dauergebrauch (m-Aramide), eine gute Chemikalienresistenz, eine sehr hohe Festigkeit und einen sehr hohen E-Modul (p-Aramide) auf.  Die UV-Beständigkeit der Aramidfasern  ist allerdings gering, weil sie besonders im Bereich von 300 – 450 nm Licht absorbieren. Bei einer direkten Einwirkung von Sonnenlicht sinkt die Reißfestigkeit von m-Aramiden nach ca. 1 Jahr auf die Hälfte des Ausgangswerts, p-Aramide nach c. 4 Monaten rund 65 – 80 %.  Ebenso weisen sie eine Feuchtigkeitsaufnahme von 5 % (m-Aramid) bzw. 7 % (p-Aramid) auf, was bei Außenanwendungen beachtet werden muss.
Die Zersetzungstemperatur liegt für m-Aramidfasern  bei 370 °C, für p-Aramidfasern bei 500 °C, der Sauerstoffindex (LOI-Wert) als ein Kennwert das Brandverhalten von Chemiefasern   bei 27–38 bzw. 29.  Bei der Einwirkung einer Flamme verkohlen  diese Fasern ohne zu schmelzen.  Aramidfasern  haben, ähnlich wie Kohlenstofffasern, einen negativen Wärmeausdehnungskoeffizienten in Faserrichtung, werden also bei Erwärmung kürzer und dicker. Diese Faserart  versprödet  erst bei Temperaturen unter −150 °C. Gegenüber organischen Lösungsmitteln ist sie widerstandsfähig. Konzentrierte Laugen und Säuren zerstören die Fasern.
Die Dichte von m-Aramidfasern liegt bei 1,38 g/cm³ und von p-Aramidfasern  bei  1,44 g/cm³. Folgende mechanischen Eigenschaften sind kennzeichnend:
m-Aramidfilamente
Zugfestigkeit : 0,60 – 0,73 GPa bzw. 43 – 53 cN/tex
E-Modul: 10 – 20 GPa bzw. 750 – 1450 cN/tex
Bruchdehnung: 15 – 30 %
p-Aramidfilamente
Zugfestigkeit: 2,1 – 3,6 GPa bzw.  145 – 250 cN/tex
E-Modul: 50 – 120 GPa bzw. 3400 – 8500 cN/tex
Bruchdehnung: 2,2 – 4,4 %
Ihre Zugfestigkeit und ihr E-Modul sind deutlich geringer  als die von Kohlenstofffasern. In Verbindung mit dem positiven Ausdehnungskoeffizienten des Matrixharzes lassen sich hoch maßhaltige Bauteile fertigen. Gegenüber kohlenstofffaserverstärkten Kunststoffen ist die Druckfestigkeit von Aramidfaser-Verbundwerkstoffen deutlich geringer; die Schlagzähigkeit aber wesentlich höher.
Zum Schneiden von Aramidfasern sind spezielle mikroverzahnte Schneidwerkzeuge notwendig. Auch die mechanische Bearbeitung fertiger Faserverbundbauteile erfolgt mit hochwertigen Bearbeitungswerkzeugen oder durch Wasserstrahlschneiden. Faserverbundteile werden in der Regel mit Epoxidharzen hergestellt.

## Verwendung

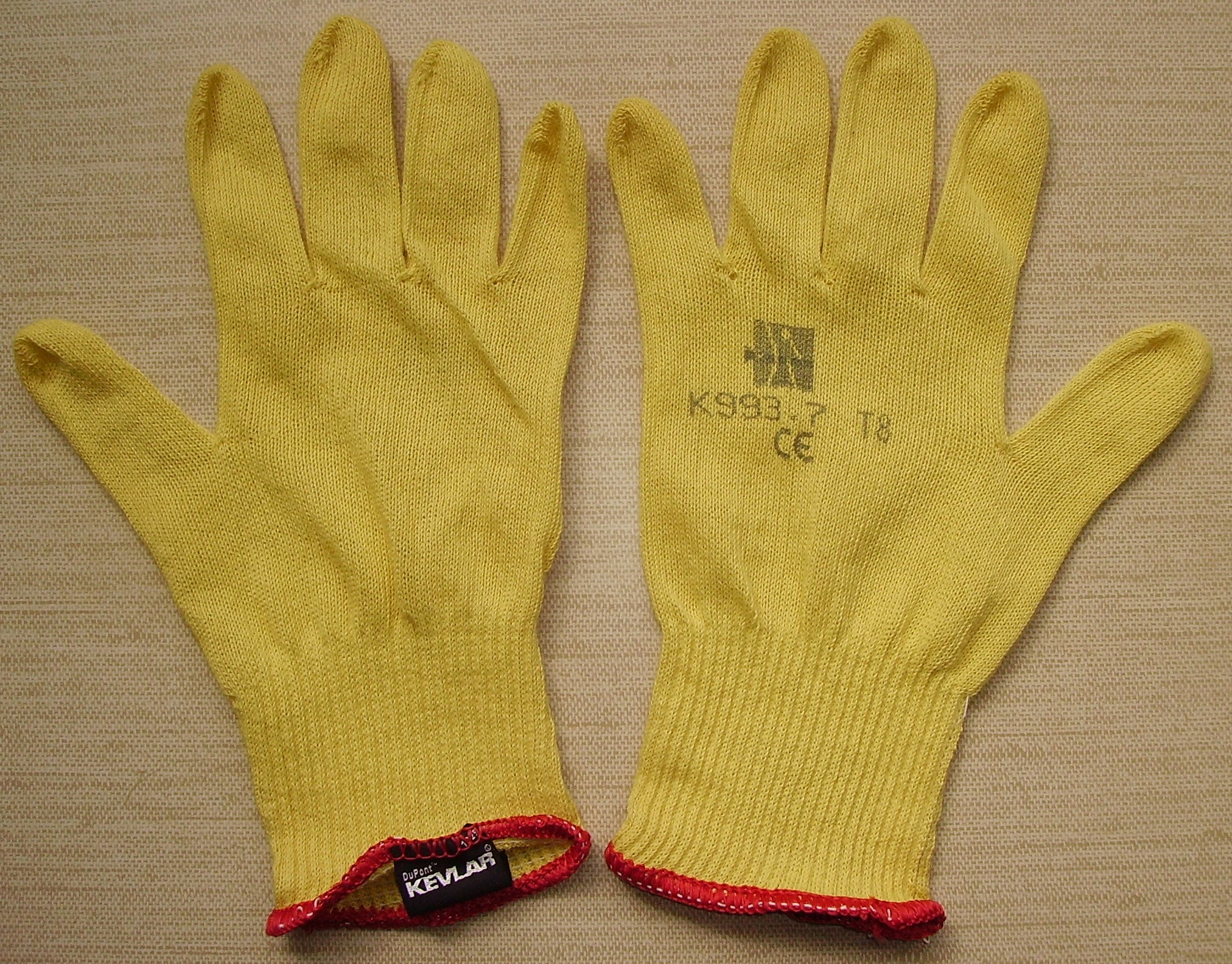
Schnittschutzhandschuhe

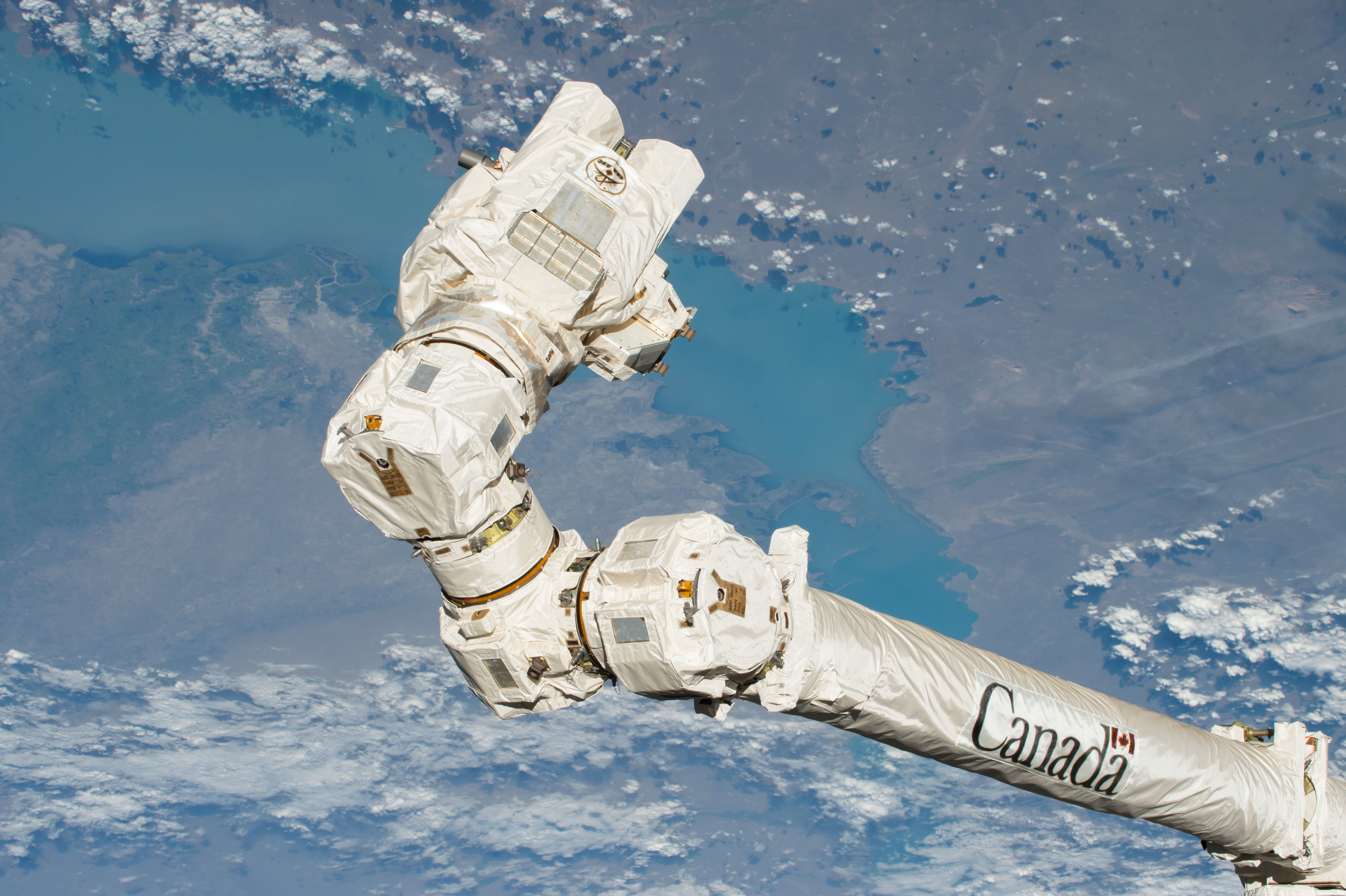
Mit Aramidgewebe verkleideter Canadarm2

- Poly(p-phenylenterephthalamid): para-Aramidfasern werden in Faser-Kunststoff-Verbunden verwendet. Sie dienen im Sicherheitsbereich als Splitterschutz, beschusshemmende Westen, Gefechtshelme, Panzerungen für Fahrzeuge und Schnittschutzhandschuhe. Weiterhin werden sie in Faserverbundkunststoffen im Flugzeugbau, vor allem für den Bau von Segelflugzeugen verwendet. Bei nahezu allen modernen Strahltriebwerken kommen Aramidgewebe in der Triebwerksverkleidung vor. Aramidfasern werden als Asbestersatz in Brems- und Kupplungsbelägen und Dichtungen sowie als Verstärkungsmaterial zum Beispiel für Glasfaserkabel[32] oder Gummimaterialien eingesetzt. Aramidgewebe kommen auch im Bauwesen zum Einsatz, unter anderem für Stadionüberdachungen.

Auch bei Sportgeräten werden wegen ihrer Zähigkeit und Zugfestigkeit und ihrer geringen Masse oft Aramidfasern verwendet, so zum Beispiel für Reepschnüre, Fangleinen bei Gleitschirmen, für Segel von Segelbooten.

Im Fahrzeugbau werden Kohlenstofffasern mit farbigem Aramidgewebe verstärkt, um gefärbten Faserverbundkunststoff zu erhalten. Durch die Kombination verbessern sich die Abrieb- und Schlagfestigkeit, was in einem widerstandsfähigen Werkstoff für den Motorsport resultiert. Wegen der ansprechenden Farbe wird er auch im Fahrzeugtuning verwendet.
Die Karkasse bestimmter Fahrradreifen wird mit Aramideinlagen vor dem Eindringen von Glasscherben und ähnlichem geschützt. Faltreifen enthalten statt zweier Stahldraht- oder -seil-Ringe solche aus einer Wicklung aus Aramidgarn oder -fasern.
Aufgrund der nicht ausreichenden Dehnfähigkeit im Falle eines Sturzes können dynamische Kletterseile nicht aus Aramid hergestellt werden. Jedoch können Aramidfasern in den Mantel dynamischer Seile eingearbeitet werden, was die Schnittfestigkeit erhöhen kann.
- Poly(m-phenylenisophthalamid): Meta-Aramidfasern werden speziell für den Brandschutz eingesetzt. Sie sind in feuersicherer Bekleidung (etwa Schutzanzüge bei Feuerwehren, Rennfahrerkombis und ähnlichem) bekanntgeworden. Eine weitere Anwendung für Aramid ist die Verarbeitung in Faserverbundwerkstoffen zu Sandwich-Wabenkernen. Ein weites Anwendungsfeld für Aramidpapiere (Laminate mit Papier) ist zudem die Elektro-Isolation. Die Produkte werden als Deckschieber, Nutisolation und Phasenisolation in Elektromotoren sowie als Lagenisolation in Transformatoren eingesetzt.[35]

## Markt
Schätzungen zufolge wurden Anfang der 2020er Jahre weltweit 100 000 t Aramidfasern, überwiegend als Filamente, produziert.  Stapelfasern aus Aramiden existieren aber auch und können ebenso wie andere Stapelfasern zu Garnen und Vliesstoffen verarbeitet werden. An den Aramidfasern  haben p-Aramide einen Anteil von zwei Drittel und m-Aramide von einem Drittel. DuPont und Teijin sind die wichtigsten Hersteller, aber auch in China werden mittlerweile nennenswerte Mengen hergestellt.